# 欧福卢
欧福卢，是匈牙利巴兰尼亚州所辖的一个村。总面积9.85平方公里，总人口322，人口密度32.7人/平方公里（2011年1月1日）。